# Millard Hampton

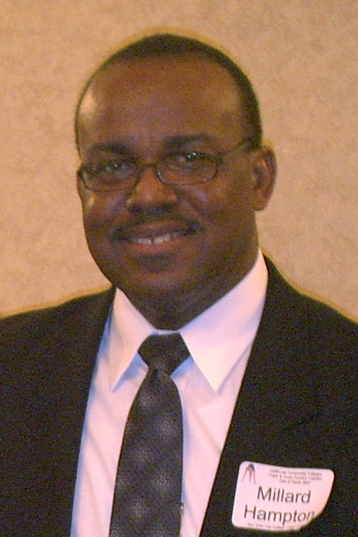
Millard Hampton, 2006

Millard Frank Hampton Jr. (* 8. Juli 1956 in Fresno, Kalifornien) ist ein ehemaliger US-amerikanischer Sprinter und Olympiasieger.
1976 gewann er die US-Meisterschaft über 200 Meter
Bei den Olympischen Spielen 1976 in Montreal gewann er über dieselbe Distanz in 20,29 s die Silbermedaille hinter dem Jamaikaner Donald Quarrie (20,23 s) und vor seinem Landsmann Dwayne Evans (20,43 s). In der 4-mal-100-Meter-Staffel siegte er zusammen mit seinen Teamkollegen Harvey Glance, Johnny Jones und Steve Riddick vor den Teams aus der DDR und der Sowjetunion.
1980 wurde er US-Vizemeister über 200 Meter.

## Persönliche Bestzeiten
- 100 m: 10,33 s, 13. März 1977, Westwood
- 200 m: 20,10 s, 22. Juni 1976, Eugene